# Edward Frankland

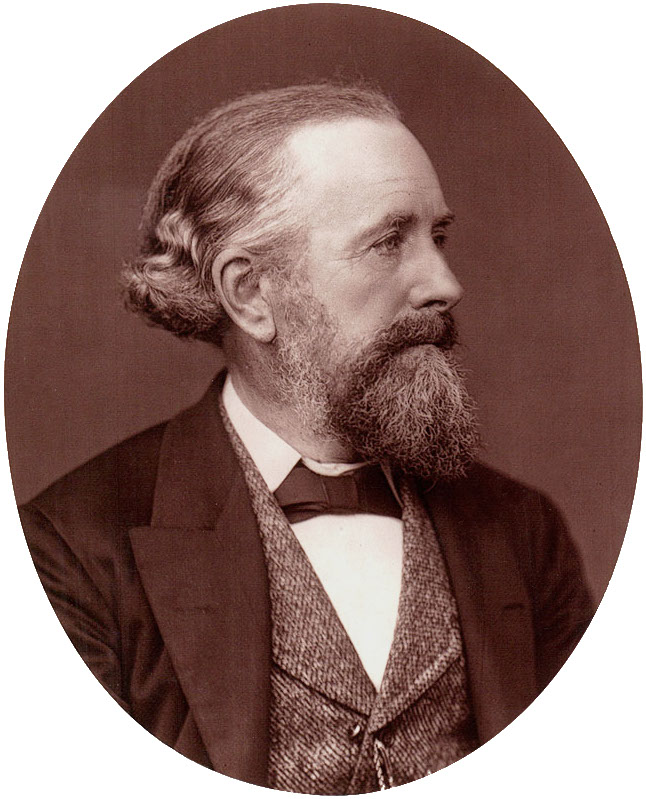
Edward Frankland

Edward Frankland (1825–1899) – angielski chemik. Opracował syntezy wielu związków organicznych. W 1849 roku odkrył związki cynkoorganiczne. W 1852 roku wprowadził pojęcie wartościowości pierwiastków. Był profesorem Royal Institution w Londynie. Laureat Medalu Copleya.